# Afghaanse stamopstanden 1944-1945
De Afghaanse stamopstanden van 1944 tot 1945 waren een series van opstanden in het koninkrijk Afghanistan door Zadran, Mangal en Safi stamleden die plaatsvonden in 1944 en 1945.
De oorzaken lagen in de verslechterende omstandigheden van boeren. Het conflict begon in 1944, toen de Afghaanse regering troepen naar de zuidelijke provincie stuurde om hun autoriteit in het gebied te herstellen, dat toen een paradijs was voor smokkelaars. De regeringstroepen werden aangevallen door een Zadiaanse hoofdman genaamd Mazarak, die werd gedwongen om zich terug te trekken in de heuvels na een tegenaanval van de Afghaanse regering op 22 april 1944. Op verzoek van de Afghaanse regering, nam de regering van Brits-Indië maatregelen om te voorkomen dat Waziri-stamleden Mazarak hielpen. Operaties tegen Mazarak gingen door tot juni. Een andere opstand vond plaats in mei 1944 in de regio Gardez, en werd geleid door Zamrak-Khan. Een incident met de Mangal-stam vond plaats in juni 1945. Ergens in 1945 eindigden de opstanden.